# Spy vs. Spy (videojuego de 1984)
Espía vs. Espía es el primer juego que fue publicado por First Star Software en 1984 para el Atari 8-bit family, Commodore 64 y Apple II. Fue un innovador de dos jugadores, juego en pantalla dividida, basada en una larga tira de dibujos animados de fórmula de MAD Magazine, Spy vs. Spy, sobre las payasadas slapstick de dos espías que intentan matarse el uno al otro con trampas y armas improbable complejas y elaboradas.
- Datos: Q945899